# دادلی هرشباخ
دادلی رابرت هرشباخ (به انگلیسی: Dudley Robert Herschbach) شیمیدان آمریکایی و برنده جایزه نوبل شیمی در سال ۱۹۸۶
است. جایزه نوبل «برای مطالعاتی که درباره دینامیک فرایندهای ابتدایی شیمیایی انجام داده‌اند» به او یوان لی و چارلز پولانی اعطا شد.